# Portrait d'Artemisia Gentileschi
Portrait d'Artemisia Gentileschi est un tableau réalisé vers 1622-1626 par le peintre français Simon Vouet. De format vertical, cette huile sur toile est un portrait à mi-corps de sa consœur italienne Artemisia Gentileschi. Vêtue d'une robe jaune, la jeune femme y figure sa palette en main devant un fond brun. Elle arbore à sa poitrine un médaillon orné par le mausolée d'Halicarnasse, dont la bâtisseuse fut Artémise II, avec laquelle le modèle partage son prénom. L'œuvre fut probablement commandée par Cassiano dal Pozzo. Partie des collections de la Fondazione Pisa, elle est conservée au palais Bleu, à Pise, en Toscane.